# Конституція Великої Британії
Конституція Великої Британії — це сукупність законів, прецедентів і конституційних угод Великої Британії, які визначають порядок формування та повноваження органів держави, принципи взаємин державних органів між собою, а також державних органів і громадян.

## Особливості конституції Великої Британії
Конституція Великої Британії — сукупність нормативних форм (актів), з яких лише частина визнається правовими. Конституція Великої Британії є феноменом, що не має аналогів у світі.
Британська конституція існує в так званому «матеріальному значенні» і є сукупністю нормативно-правових актів, судових прецедентів, конституційних угод, доктринальних джерел, які встановлюють права і свободи людини, та порядок формування і повноважень органів публічної влади, а також принципи взаємовідносин між державою, суспільством і людиною.
Британська конституція у своєму роді є унікальною. Насамперед, унікальність конституції полягає в особливості її форми, структури та порядку внесення змін. Особливості конституційного розвитку Великої Британії (Англії) історично зумовлені принципом верховенства парламенту або суверенітету парламенту. За цим принципом парламент не може приймати закони, які обмежували б його на наступному скликанні, сесії або навіть засіданні. Тому є неможливим прийняття основного (за брит. термінологією — фундаментального) закону, який мав би найвищу юридичну силу і характеризувався порівняно ускладненим порядком прийняття і внесення до нього змін.